# فرودگاه تیلسانبرگ
فرودگاه تیلسانبرگ (به انگلیسی: Tillsonburg Airport) یک فرودگاه همگانی باربری است که یک باند فرود چمن دارد و طول باند آن ۷۱۶ متر است. این فرودگاه در کشور کانادا قرار دارد و در ارتفاع ۲۷۲ متری از سطح دریا واقع شده‌است.